# Арні Мар Арнасон
Арні Мар Арнасон (9 жовтня 1987) — ісландський плавець.
Учасник Олімпійських Ігор 2008, 2012 років.